# Intrigue idiote
 (avril 2025).
Motif : Article sur un concept peu notoire, apparemment issu de la science-fiction (cf. Damon Knight, James Blish, David Brin cités dans la page, tous auteurs de SF). Quelle est sa notoriété hors de la SF ?
- Archive Wikiwix
- Bing
- Cairn
- DuckDuckGo
- E. Universalis
- Gallica
- Google
- G. Books
- G. News
- G. Scholar
- Persée
- Qwant
- (zh) Baidu
- (ru) Yandex
- (wd) trouver des œuvres sur Wikidata

| 1. | Préciser le motif de la pose du bandeau. | Précisez le motif de la pose du bandeau en utilisant la syntaxe suivante : {{admissibilité à vérifier\|date=avril 2025\|motif=remplacez ce texte par le motif}}                      |
| 2. | Informer les utilisateurs concernés.     | Pensez à avertir le créateur de l'article, par exemple, en insérant le code ci-dessous sur sa page de discussion : {{subst:avertissement admissibilité à vérifier\|Intrigue idiote}} |

Dans la critique littéraire, une intrigue idiote (idiot plot en anglais) est une intrigue qui fonctionne « uniquement en raison du fait que toutes les personnes impliquées sont des idiots »:26, et où l'histoire se terminerait rapidement, ou peut-être même ne se produirait pas, si ça n'était pas le cas. Il s’agit d’un récit dont le conflit vient du fait que les personnages ne reconnaissent pas, ou ne reçoivent pas, les informations clés qui permettraient de résoudre le conflit, souvent en raison d’un artifice de l’intrigue. La seule chose qui empêche la résolution du conflit est l'évitement constant du personnage ou son inconscience tout au long de l'intrigue, même si c'était déjà évident pour le spectateur, de sorte que les personnages sont tous des « idiots » dans le sens où ils sont trop obtus pour simplement résoudre le conflit immédiatement.

## Histoire
L'écrivain et critique de science-fiction Damon Knight, dans son recueil In Search of Wonder (en) (1956), affirme que le terme pourrait avoir été inventé par l'auteur James Blish. Knight a ensuite inventé le terme de « complot idiot de second ordre » (second-order idiot plot) comme un récit « dans lequel non seulement les personnages principaux, mais tout le monde dans la société entière doit être un idiot de premier ordre, sinon l'histoire ne pourrait pas se produire ». Le terme a ensuite été popularisé par le critique de cinéma Roger Ebert.

## Utilisation

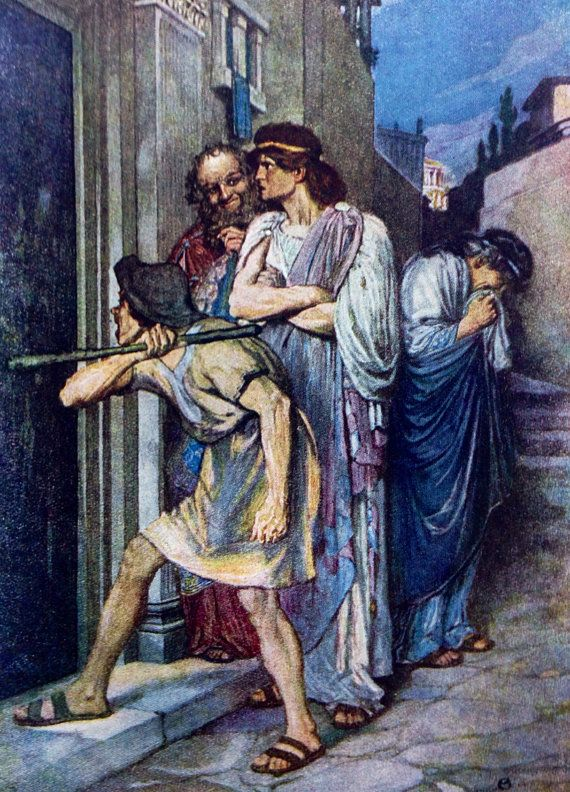
Une scène de La Comédie des erreurs de Shakespeare où les serviteurs d'Antipholus refusent d'ouvrir la porte de sa propre maison, confondant leur maître avec son frère jumeau. Roger Ebert soutient que la plupart des histoires d’erreur d’identité comportent des éléments de l’intrigue idiote.

Le critique Roger Ebert écrit en 2005 : « Je peux pardonner et même accepter une intrigue idiote à sa juste place (pensez à Astaire et Rogers dans Top Hat). Mais lorsque les personnages ont de la profondeur et que leurs décisions ont des conséquences, je m'inquiète lorsque leurs malentendus pourraient être résolus par des mots que le scénario refuse de leur permettre de prononcer ». Dans sa critique de 1987 de la comédie Le Secret de mon succès, Ebert soutient que la plupart des intrigues sur les erreurs d'identité reposent largement sur des intrigues idiotes.
En 2013, l’auteur David Brin a exploré une variante de l’intrigue idiote. Dans la plupart des films et romans d’aventure, les scénaristes et les réalisateurs ont pour impératif de maintenir leurs protagonistes en danger. Cela devient difficile s’ils sont entourés de professionnels compétents, payés pour intervenir et aider s’ils sont appelés. Par conséquent, les conteurs se sentent obligés de séparer leurs personnages de toute aide significative, de sorte que toute assistance qu’ils reçoivent est soit tardive, soit inférieure au niveau de danger offert par les antagonistes. Plus les méchants sont puissants, plus l’aide peut être compétente. « Mais la plupart du temps, les institutions et vos voisins sont dépeints comme des moutons, de sorte que seules les actions du héros comptent vraiment. » 